# Federación Ibérica de Escultismo

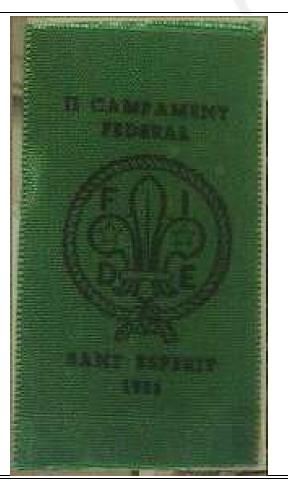
Distintivo del II Campamento Federal de la FIDE (1951).

La Federación Ibérica de Escultismo fue una breve iniciativa creada en 1947, como proyecto de estructuración federal para el escultismo español tras la suspensión de actividades decretada en 1940 por el régimen político del momento.
Los artífices fueron los «Boy-Scouts del País Valencià» encabezados por Emili Beüt y los «Minyons de Muntanya-Boy-Scouts de Catalunya» de Miguel Aguadé, de la que Beüt fue presidente. La iniciativa tuvo el beneplácito de la Oficina Internacional de Boy-Scouts que estuvo presente en la firma de constitución el 30 de marzo de 1947 en la persona de su enviado para la ocasión Sr. Alban Cheyne.
Su existencia fue efímera y no estuvo exenta de polémica. Las asociaciones escultistas portuguesas presentaron una queja oficial por el uso del apelativo "Ibérica" y dejó como única alternativa plantear una Federación Española de Escultismo, pero como no existía en el resto del Estado otras agrupaciones con similares objetivos, redujo mucho las posibilidades de éxito. Mientras el escultismo catalán crecía fervorosamente a partir de 1953, gracias principalmente a la protección de la Iglesia, los enfrentamientos de Beüt con antiguos exploradores valencianos más partidarios de una centralización, sobre todo con su antagonista Juan Molins y afines, los partidarios de Boy-Scouts del País Valencià en la federación quedaron aislados y relegados de cualquier nueva iniciativa surgida de las otras asociaciones que aparecieron en la región valenciana, y entraron en una profunda espiral de crisis que arrastró a la FIDE hacia un final temprano.
La semiclandestinidad y aislamiento reforzaron los personalismos y el nacimiento de otras iniciativas escultistas, entre valencianos y madrileños con los Scouts de España (que se proclamaron herederos de los Exploradores de España) en 1950, las Delegaciones Diocesanas del Escultismo en 1956 o la Asociación Catalana de Escultismo en 1958, favoreciendo la dispersión.